# Açúcar de confeiteiro
A granulação do açúcar de confeiteiro, também conhecido por açúcar em pó, é normalmente mais fina que o açúcar refinado, podendo ou não ter como aditivo algum tipo de amido ou fosfato de cálcio para dar maior leveza. Sua minúscula constituição favorece a sua fixação sobre pães e doces após o seu preparo, bem como para a confecção de coberturas. Pode ser feito domesticamente, moendo açúcar comum em um moedor de café ou um processador.